# Pisuar

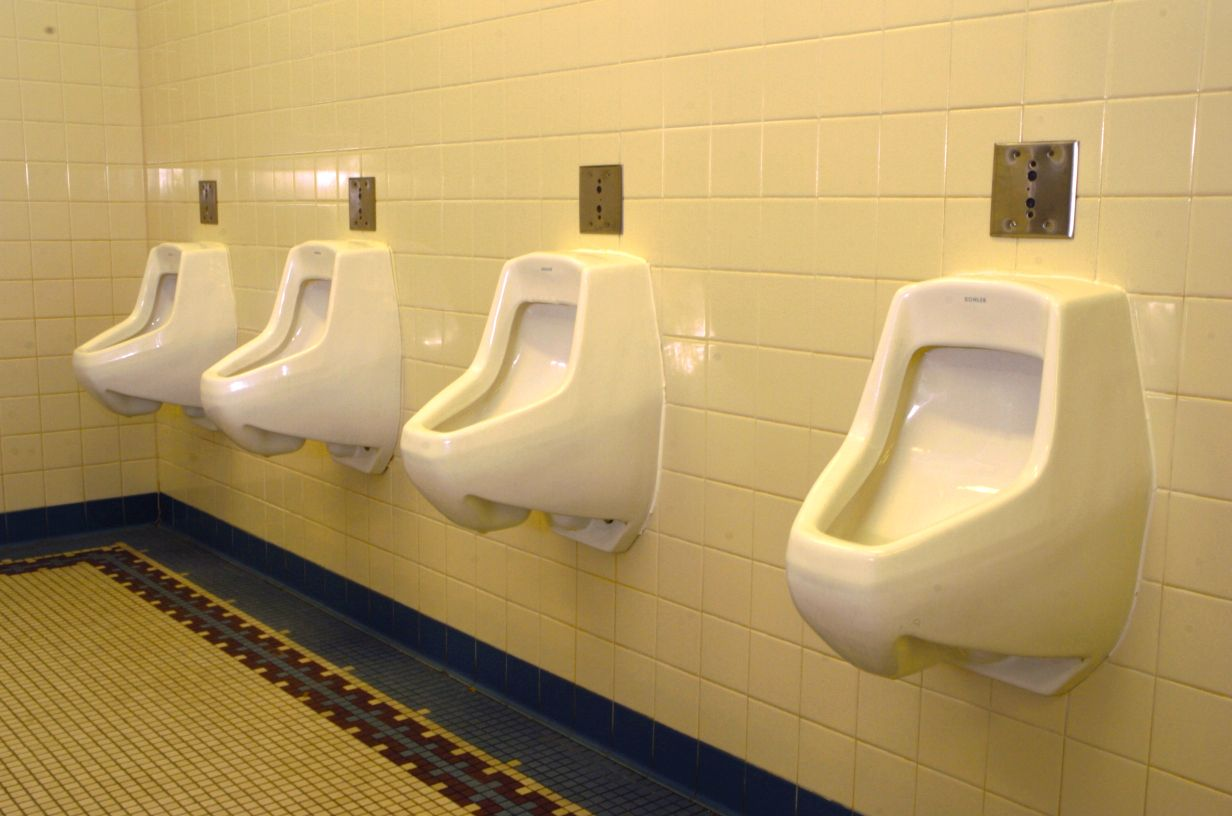
Wnętrze publicznej toalety męskiej wyposażonej w pisuary z automatycznym systemem spłukiwania

Pisuar – urządzenie sanitarne pozwalające na wygodne oddawanie moczu przez mężczyzn w pozycji stojącej; na ogół montowane na ścianie, wykonywane zwykle z materiałów ceramicznych, stali nierdzewnej lub tworzywa sztucznego i wyposażone w spłuczkę. Montowany najczęściej w ubikacjach publicznych lub w ubikacjach w ogólnodostępnych budynkach; rzadziej w prywatnych mieszkaniach.
Korzystanie z pisuarów jest nie tylko wygodniejsze, ale również bardziej higieniczne niż oddawanie moczu do muszli klozetowej. Kształt prawidłowo zbudowanego pisuaru powinien zapewniać spływanie moczu bez rozbryzgiwania go na boki, aczkolwiek pewnym utrudnieniem są indywidualne różnice budowy anatomicznej mężczyzn (m.in. wzrostu).

## Historia
Pierwsze pisuary pojawiły się w Polsce na Wawelu za czasów króla Zygmunta Starego. Wszystko dzięki królowej Bonie, która przywiozła ten pomysł ze swojej ojczyzny – Włoch. Nawet do dziś uchowało się powiedzenie „Na Wawelu Zygmunt Stary czyści swoje pisuary”, które podkreśla sceptycyzm jaki początkowo miała ludność do takiej innowacji w sferze urządzeń sanitarnych.

## Pisuar bezwodny
Pisuar bezwodny, dzięki specjalnej budowie muszli i syfonu, nie wymaga stosowania wody lub środków chemicznych do spłukiwania resztek uryny. W tradycyjnych pisuarach spłukiwanie wodą ma zapobiegać powstawaniu brzydkich zapachów i rozwojowi bakterii w pozostałościach moczu. Przyczynia się to jednak do znacznego zużycia wody, a przy tym zwiększa produkcję ścieków.
Pisuar bezwodny eliminuje powyższe problemy, a ponadto pozwala na segregację ścieków: mocz nie zostaje rozcieńczony i wymieszany z innymi ściekami, a co więcej, możliwe jest jego wykorzystanie do produkcji nawozów. Odseparowanie moczu od reszty ścieków stosuje się również w toaletach kompostujących oddzielających urynę.

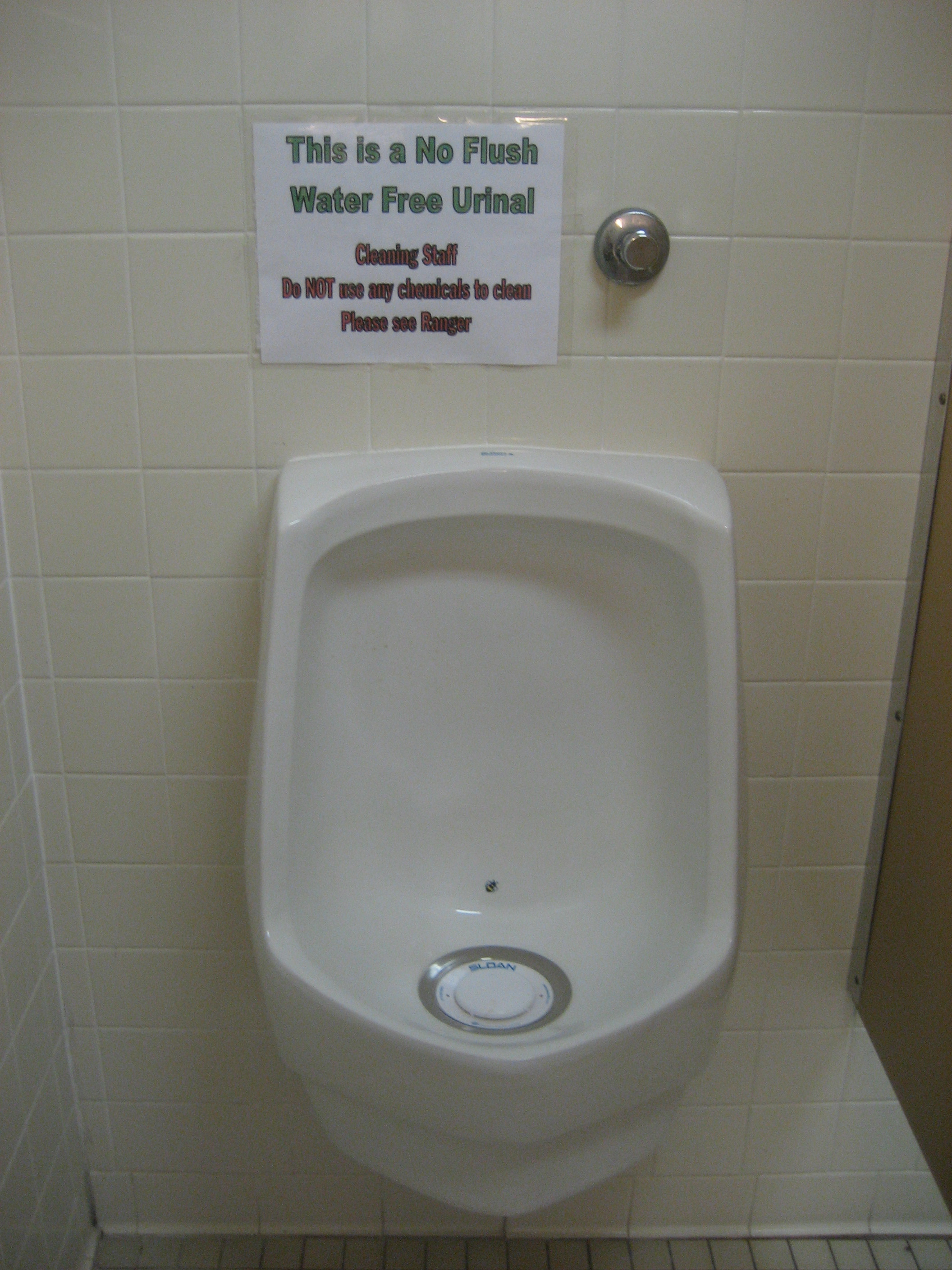
Nowoczesny pisuar bezwodny z „celownikiem” w postaci wizerunku owada (ang. fly target)

Muszla pisuaru bezwodnego przypomina wyglądem tradycyjny pisuar, jednak powinna zapewniać większą gładkość i
hydrofobowość powierzchni, dzięki czemu nie osiadają na niej resztki moczu i nie osadza się kamień. Zgromadzony mocz pozostaje odseparowany specjalną membraną mechaniczną lub ciekłą (utworzoną przez warstwę lżejszego od wody oleju lub żelu); odpowiednia jakość tej membrany zapewnia szybkie i pewne odcięcie drogi, przez którą ze zbiornika mogłyby się wydostawać nieprzyjemne zapachy.
Elementy bezwodnych pisuarów są przedmiotem wielu patentów, obejmujących m.in. recepturę oleju lub konstrukcję membrany. Pierwsze pisuary wykorzystujące membranę olejową zostały zaprojektowane przez Wilhelma Beetza i zainstalowane w publicznych toaletach w Wiedniu już w 1903 roku. Już wtedy władze Wiednia widząc korzyści wynikające z działania bezwodnych pisuarów postanowiły uszkodzone pisuary wymieniać na olejowy wynalazek Beetza.

## Celność
Aby ograniczyć rozbryzgiwanie moczu wynikające z kierowania strumienia moczu w niewłaściwe miejsce, niektórzy producenci pisuarów umieszczają w nich wypukły, realistyczny obraz muchy (ang. fly target) lub innego przedmiotu prowokującego mężczyzn do kierowania w to miejsce strumienia moczu. Z badań przeprowadzonych w 2005 roku w toaletach publicznych lotniska Schiphol wynika, iż zastosowanie takich pisuarów pozwala znacząco ograniczyć wydatki związane ze sprzątaniem toalet. Badania te zostały potwierdzone na lotnisku Kennedy’ego w Nowym Jorku, jednak tamtejsze „celowniki” wymagały comiesięcznego odnawiania z powodu wymywania materiału przez mocz.
Psychologiczne aspekty celowania przez mężczyzn strumieniem moczu na muchę, zarówno w przekonaniu, że jest to prawdziwa mucha, jak i w przypadku świadomości, że jest to jedynie sztuczny „celownik” stały się tematem prac naukowych z dziedziny psychologii i ekonomii behawioralnej.

## Pisuar rynienkowy

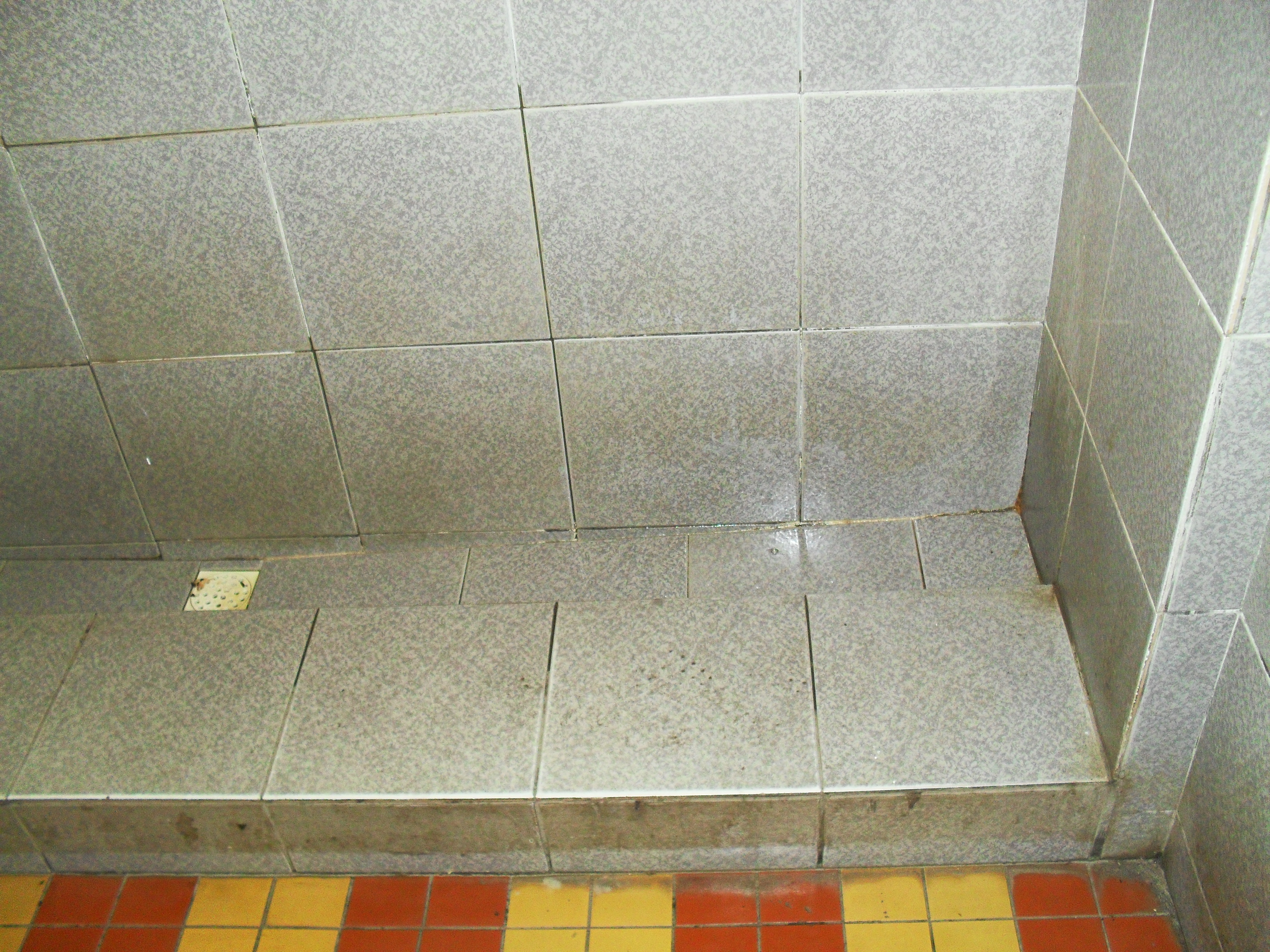
Pisuar rynienkowy w Czernem

Stosowany jest też tzw. pisuar rynienkowy. Jest to wyłożona płytkami ceramicznymi wnęka w kształcie spadzistej rynienki z odpływem.

## Pisuary dla kobiet

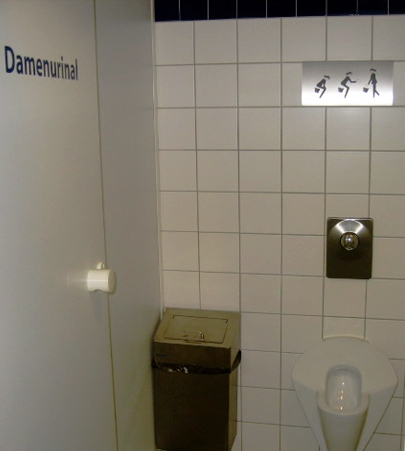
Pisuar dla kobiet w porcie lotniczym Dortmund; piktogram ilustruje sposób użycia

Wygoda korzystania spowodowała skonstruowanie urządzenia o identycznej funkcji (możliwość higienicznego oddawania moczu w pozycji stojącej), ale przeznaczonej dla kobiet, zwanego w ofertach handlowych pisuarem damskim. Są one węższe – kobieta staje nad otworem pisuaru.

## Pisuar w sztuce
W kwietniu 1917 roku Marcel Duchamp ustawił pisuar w Grand Central Palace w Nowym Jorku i zatytułował Fontanna. Tym samym pisuar stał się symboliczną cezurą między sztuką kontynuacji w długim pochodzie artystów przez stulecia a sztuką zrywającą ostatnie ograniczenia w sposób radykalny i ironiczny. Repliki pisuaru (oryginał zaginął) z inskrypcją „R. Mutt 1917” wystawiane są w wielu galeriach sztuki na całym świecie.
Holenderski dizajner Meike van Schijndel zaprojektował pisuar w kształcie kobiecych ust, co wywołało protesty organizacji feministycznych.